# 鳩山一郎
鳩山 一郎（はとやま いちろう、1883年〈明治16年〉1月1日 - 1959年〈昭和34年〉3月7日）は、日本の政治家、弁護士。
第52・53・54代内閣総理大臣。位階勲等は、正二位大勲位。55年体制が成立後、初の総理大臣であった。
1912年（明治45年）に東京市会議員に当選。1915年（大正4年）に衆議院議員に当選。1954年（昭和29年）-1956年（昭和31年）の首相在任中、保守合同を成し遂げて自由民主党の初代総裁となって55年体制を築き、日本とソビエト連邦の国交回復を実現した。

## 年譜
- 1883年（明治16年） 東京府牛込区（現・東京都新宿区）東五軒町に出生。父・鳩山和夫は文部省第1期留学生、弁護士、東京府会議員。母・春子は東京女子師範学校（現・お茶の水女子大学）の英語教師、明治19年共立女子職業学校（共立女子大学）を創立。
- 1895年（明治28年） 高等師範学校附属小学校（現・筑波大学附属小学校）卒業。
- 1900年（明治33年） 高等師範学校附属中学校（現・筑波大学附属中学校・高等学校）卒業。
- 1903年（明治36年） 旧制第一高等学校（現・東京大学教養学部）卒業。
- 1907年（明治40年） 東京帝国大学法科大学英法科卒、父の弁護士事務所に勤める。
- 1908年（明治41年） 愛国団体玄洋社出身の衆議院議員秘書課長寺田栄の長女寺田薫と結婚。
- 1911年（明治44年） 父・和夫が没した（衆議院議員兼東京市議、東京弁護士会会長）。
- 1912年（大正元年） 父の補欠選挙で東京市会議員に初当選。
- 1915年（大正4年） 立憲政友会公認で衆議院議員に当選。
- 1918年（大正7年） 長男・威一郎誕生。
- 1924年（大正13年） 政友会分裂に伴い、政友本党に参加。
- 1925年（大正14年） 政友本党を離党、翌年に同交会を経て政友会に復党。
- 1927年（昭和2年） 田中義一内閣で内閣書記官長（1929年まで）。
- 1931年（昭和6年） 犬養内閣で文部大臣。五・一五事件後、斎藤内閣で引き続き文部大臣（1934年まで）。
- 1933年（昭和8年） 文部大臣として滝川事件に関与。
- 1934年（昭和9年） 帝人事件で汚職の疑いをかけられ辞職（斎藤内閣も後に総辞職）。
- 1937年（昭和12年） 中島知久平・前田米蔵・島田俊雄とともに政友会総裁代行委員に就任する。
- 1939年（昭和14年） 政友会の分裂に伴い、正統派に所属する。
- 1942年（昭和17年） 翼賛選挙に非推薦で出馬、無所属で当選。
- 1943年（昭和18年） 東條内閣を批判し、軽井沢へ隠遁。
- 1945年（昭和20年） 終戦後軽井沢から上京、日本自由党結成（総裁）。
- 1946年（昭和21年） 総選挙で日本自由党が第一党になるが、公職追放となる。
- 1951年（昭和26年） 脳出血で倒れる。追放解除。
- 1952年（昭和27年） 第25回衆議院議員総選挙で政界に復帰。
- 1954年（昭和29年） 11月 日本民主党結成（総裁）、12月 内閣総理大臣になる。第1次鳩山一郎内閣発足。
- 1955年（昭和30年） 1月「天の声解散」、総選挙で民主党は比較第一党となるが過半数は制せず。3月 第2次鳩山一郎内閣発足。11月 保守合同により自由民主党結成（55年体制も参照）。第3次鳩山一郎内閣発足。
- 1956年（昭和31年） 自民党初代総裁に就任し、モスクワで日ソ共同宣言に調印。日ソ国交回復を花道に内閣総辞職。
- 1959年（昭和34年）狭心症のため死去。墓所は東京都台東区の谷中霊園。大勲位菊花大綬章が没後受勲された。

## 戦前
戦前は主に立憲政友会の議員として活躍した。

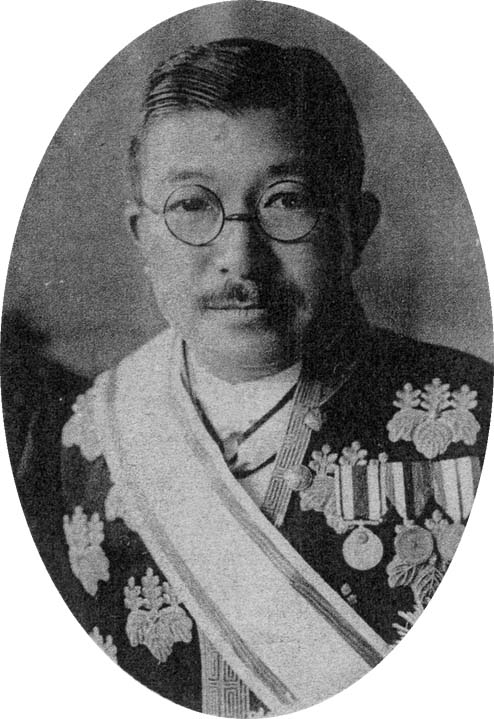
1935年

ただし、1924年（大正13年）の政友会分裂では政友本党に参加して一時期政友会を離脱していたが、1926年（大正15年）には自身が中心となって合計26名で政友会に復党し、田中義一総裁に気に入られて復党早々に幹事長に登用されて党内の反発を受けた。
1927年（昭和2年）の田中義一内閣でも内閣書記官長に就任するなど、重用された。

### 統帥権干犯問題
1930年（昭和5年）、第58帝国議会のロンドン海軍軍縮条約の批准をめぐる論議では軍縮問題を内閣が云々することは天皇の統帥権の干犯に当たるとして犬養毅総裁とともに濱口内閣を攻撃、濱口首相狙撃事件の遠因となった。
また、この時期の政友会は田中義一及び犬養の後任の鈴木喜三郎両総裁の下でリベラル派が屈服させられて右派・親軍派が主導的になっていったとする見解もあり、この説を採用するならば、義兄・鈴木の入党を田中に仲介したとされている鳩山が結果的にはこうした動きに加担してしまったことになる。
さらに第2次若槻内閣末期には山本悌二郎、森恪らと共に陸軍首脳であった永田鉄山、今村均、東條英機らに倒閣を持ちかけるといった、議会人としては極めて問題のある行動にも及んでいた。
こうした行動は占領期になり、GHQから「軍部の台頭に協力した軍国主義者」として追及され、公職追放の一因となった。
統帥権干犯論は議会の軍に対するコントロールを弱める結果となり、これを根拠として軍部が政府決定や方針を無視して暴走し始め、以後、政府はそれを止める手段を失うことになって行く。

### 犬養内閣以後
鳩山は犬養内閣から齋藤内閣にかけて文部大臣を務めたが、1932年（昭和7年）に義兄の鈴木が犬養毅の後をうけて政友会総裁となると党内の実力者となった。
1933年（昭和8年）の京都帝国大学の滝川幸辰の学説・思想を非とするいわゆる滝川事件の際には、京大総長に対して滝川教授の免職を要求し、これが拒絶されると文官分限令によって一方的に滝川を休職処分にした。このことは戦後になって批判された。
樺太工業から賄賂を受け取ったと政友会から攻撃された樺太工業問題の際には散々弁明したあげく「明鏡止水の心境で云々」と発言したところ辞職の意思表示だと報道され、嫌気がさして辞職した。
1934年（昭和9年）3月3日岡本一巳代議士のいわゆる五月雨演説の綱紀問題による疑惑のため、鳩山文相疑惑に対し、純真なる教育界に及ぼす影響甚大なるを恐れ辞職。
「明鏡止水」は流行語になった。 この事件は政友会の久原房之助による内閣攻撃の一環であり、枢密院の平沼騏一郎が後ろで糸をひいていたという。
帝人事件では台湾銀行頭取にはたらきかけて11万株の帝人株を払い下げさせたといわれたが、そもそもこの疑獄事件は砂上の楼閣で、ここでも平沼騏一郎の画策があったとされている。
1936年（昭和11年）2月20日の総選挙で総裁の鈴木が落選するという失態を演じると、鳩山は宮中に工作を行って鈴木を貴族院議員に勅選させ、これを根拠に鈴木の総裁居座りを実現させるが、党内から大顰蹙を買う。
鳩山は総裁代理として党を主導しようとしたが、軍部と迎合しようとする多数派とは一線を画し、軍に近い中島知久平・前田米蔵・島田俊雄らと対立した。
1939年（昭和14年）の政友会分裂に対しては中島を総裁に担いだ前田・島田ら親軍派の政友会革新同盟（革新派、中島派）に対し反中島という点で鳩山と一致した久原を担ぎ自由主義的な正統派（久原派）を結成したが、久原は中島・前田・島田ら以上の親軍派だったためやがて鳩山は久原とも対立した。
1940年（昭和15年）に鳩山は民政党総裁の町田忠治と極秘に会談し、政友会の正統派と民政党を合同させて新体制運動に対抗する相談を行っていたが、それを潰すために圧力をかけたのが久原であった。
1942年（昭和17年）の翼賛選挙に際しては翼賛会の非推薦で当選した。
1943年（昭和18年）の第81帝国議会では東條内閣による戦時刑事特別法改正案に反対し翼賛政治会を脱会した。
その後は長野県軽井沢の別荘で隠遁生活を送った。鳩山が主として軽井沢を舞台に交流したのは、近衛文麿、吉田茂、宇垣一成、真崎甚三郎、松野鶴平、芦田均、笹川良一、赤尾敏といった人々であり、隠遁とはいっても軽井沢にいる政治家たちとの情報共有は欠かさず、終戦和平工作にも関与した。また近所には伊沢多喜男、来栖三郎、清沢洌、陸奥イアン陽之助らもおり、彼らはおたがいに訪ねあっては時局を憂いた。
軽井沢に引っ込んだ理由としては、軍部のいうがままに流される議会に失望し、その潮流に巻き込まれたくなかったこと、東條英機の対抗馬になりうるのが近衛文麿や木戸幸一のようなインテリしかおらず、兵隊上がりの東條を退陣させることはとてもではないが無理であると考えたことが挙げられる。
このように、昭和戦前期の鳩山の政治行動には、親軍的な部分と軍に抵抗した部分が混在しており、このことは戦後の政治活動に様々な形で影響していく。

## 戦後

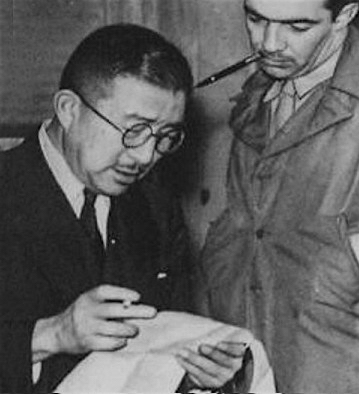
自身が公職追放に該当する旨が記された通知書を手にする鳩山（1946年5月3日）

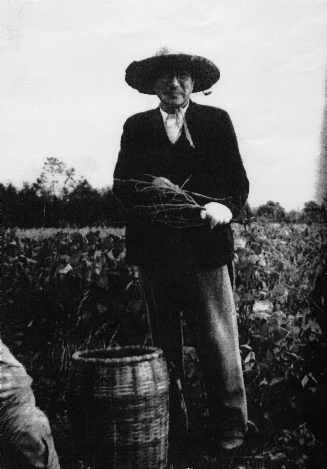
公職追放を受けて軽井沢に隠棲し、畑仕事に精を出す鳩山（1950年）

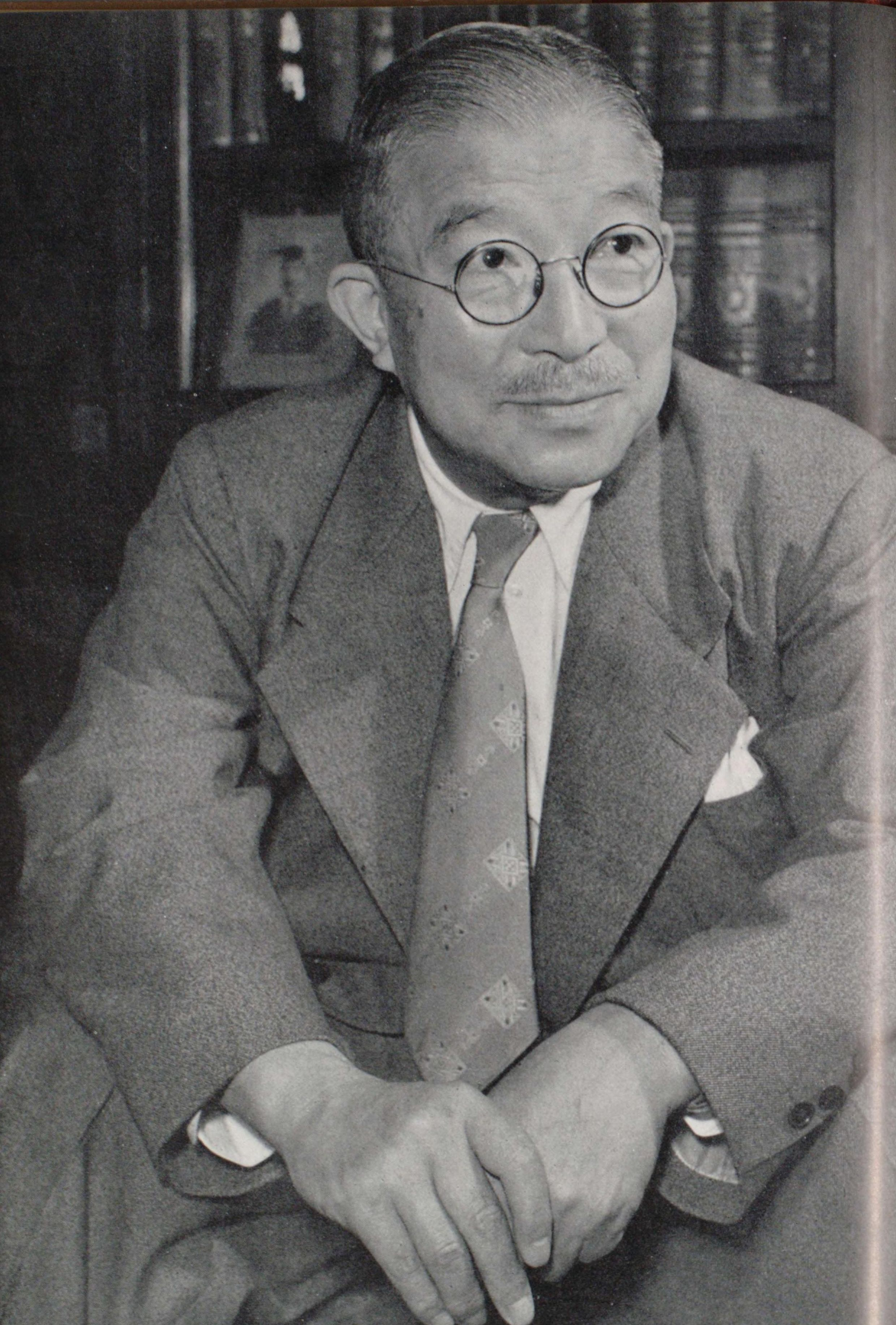
1953年（田村茂撮影）

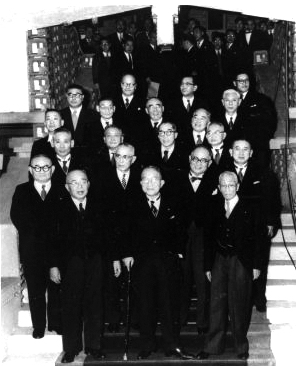
1954年、第1次鳩山内閣の閣僚らと

1945年8月15日、鳩山は軽井沢の石橋正二郎の別荘で玉音放送を聞いた。そのとき彼は一瞬涙を流したが、庶民のように茫然自失してはおらず、「これで軍人の時代は終った。こんどは俺たちの時代だ」（鳩山一郎『自叙伝』）と言ったといい、翌16日には早くも、数年に及ぶ山荘生活に一旦終止符を打って、東京へ帰った。
9月15日付の朝日新聞東京版に、原子爆弾の投下は国際法違反の戦争犯罪であるという内容を含む談話を発表、GHQは朝日新聞に48時間の発行停止を命じた。
第二次世界大戦終結後、1946年（昭和21年）の総選挙で日本自由党が第一党になり、鳩山総裁が首相の指名を待つばかりとなったが、就任を目前にして戦前の統帥権干犯問題を発生させたことなどをGHQが問題視し、同年5月7日（GHQの処分決定は同年5月3日）公職追放の処分を受けた（軍国主義台頭に協力したとの理由の他に戦前政友会の総裁の時にナチス・ドイツのアドルフ・ヒトラーの行政政策を成功と言った事と戦後のアメリカを批判したことが各新聞の記事に載ったとの理由 ─ 統帥権や滝川事件を参照のこと）。公職追放に際し、鳩山は吉田茂を後継総裁に指名し、同年5月22日に第1次吉田内閣が発足した。追放中の1948年（昭和23年）、政治資金に関する問題で衆議院不当財産取引調査特別委員会に証人喚問された。
日本の独立回復を目前にした1951年（昭和26年）6月11日、自邸での自由党への復帰を巡る議論の最中に脳溢血で倒れる。鳩山の追放は同年8月6日に解除された。首相の座を目前にした追放や追放解除を目前にしての健康問題と、不運な状態が続いた鳩山は、世間の同情を集めることとなった。
翌年の第25回衆議院議員総選挙で自由党代議士に復帰した。しかし、吉田首相が「鳩山復帰後は総裁を譲る」という約束を事実上反故にしたことで、対立が表面化。バカヤロー解散での造反を経て分党派自由党を結成するが、1953年（昭和28年）11月17日、吉田と鳩山の党首会談が行われ、吉田が鳩山の主張を受け入れる形で吉田自由党に合流。しかし、1954年（昭和29年）11月24日に再び自由党を離脱して改進党と合流し、日本民主党を結党した。
貴族主義的でワンマンと呼ばれた吉田茂は不人気で政権を降り、鳩山は同年12月10日に首相となった。首相としては初の地方議会議員経験者であった。1955年（昭和30年）11月15日、盟友で寝業師と言われた三木武吉の尽力により日本民主党・自由党の保守合同を成し遂げ、自由民主党（自民党）を結成した。これにより保守勢力と革新勢力（この時点では社会主義）を軸とした55年体制が確立された。1956年（昭和31年）4月5日に自民党初代総裁に就任し、7月8日の第4回参議院議員通常選挙では、「友愛精神」の政治理念と日ソ国交回復・独立体制の整備・経済自立の達成などの政策目標を訴え、鳩山ブームを起こした。吉田前首相のアメリカ中心の外交から転換し、日ソ共同宣言を同年批准し、公約通り日ソ国交回復を成し遂げた。
鳩山内閣においては、日本の独立確保という視点から再軍備を唱え、改憲を公約にしたが、与党で改憲に必要な3分の2議席には達しなかった。また、改憲を試みるために小選挙区制中心の選挙制度の導入を図ったが、野党からはもちろん、与党内からも選挙区割りが旧民主党系寄りという反対があり、「ゲリマンダーならぬハトマンダー」と批判され、実現には至らなかった。またエネルギー政策での功績では、原子力基本法を提出、成立させ、のちの原子力発電時代の礎を築いた。
鳩山は日ソ共同宣言に署名して帰国した直後に総理・総裁引退の声明を発表。ソ連との国交回復を花道に内閣総辞職し政界の第一線を退いた。その後、友愛青年同志会を育成するほかは、療養生活を送り、長男・鳩山威一郎の末っ子鳩山邦夫が学習院初等科4年から5年に進級直前、1959年（昭和34年）3月7日に衆議院議員在職のまま没した。享年77歳（満76歳没）。
なお、鳩山内閣期の1955年（昭和30年）に、在日米軍の駐留を認める旧日米安保に代わる条約として、在日米軍を撤退させ日本の集団的自衛権を認める「日米相互防衛条約」を検討し、重光葵外相がアメリカに打診したが、国務長官だったジョン・フォスター・ダレスは日本の軍備の不十分さなどから非現実的とこれを一蹴した。同席していた岸信介（党幹事長）はこのダレスの対応に大きなショックを受け、安保条約の改正のためには自主防衛努力の姿勢や西側陣営に属することを明確化する必要性があることを痛感、自らの政権でそれを実現していくことになる。

## 逸話

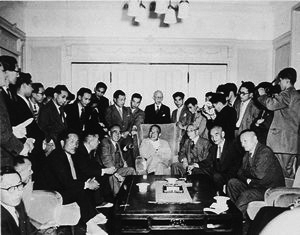
1956年、音羽御殿の応接室に集まった自民党幹部

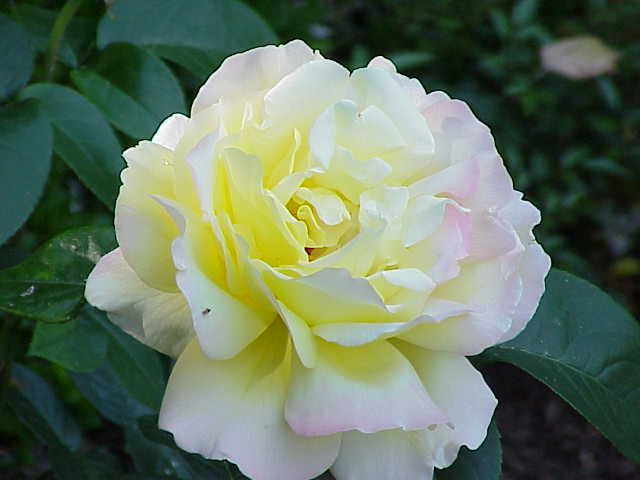
「ピース（平和）」

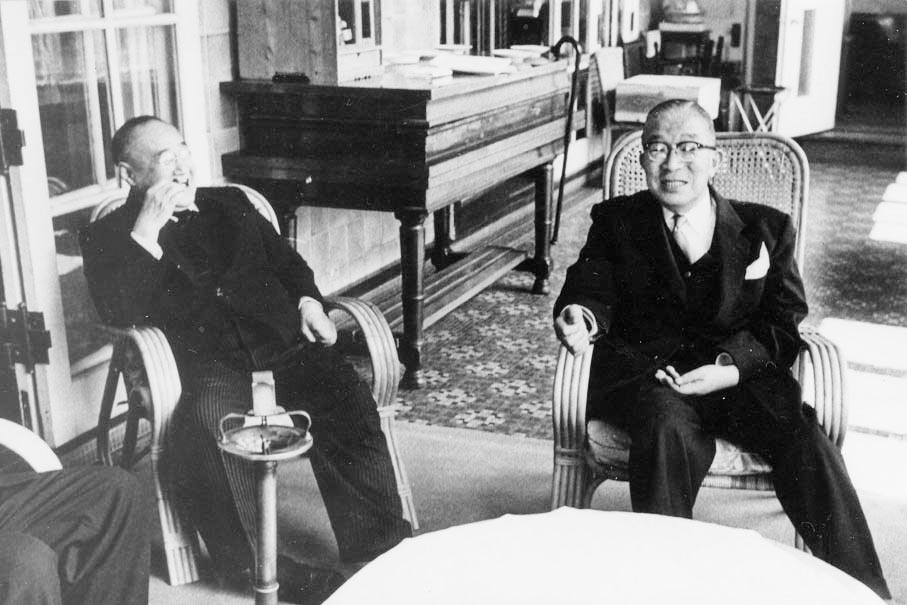
1952年〜1954年ごろ、内閣総理大臣吉田茂（左）と

- 文京区音羽の自邸、通称「音羽御殿」は、高等師範学校附属中学時代からの友人で建築家の岡田信一郎による設計。体が不自由だった鳩山は自邸を政治の場に活用し記者会見にも利用した。また、1945年に発表された「ピース（平和）」という名前の品種のバラを気に入り、音羽御殿に100本以上植えさせた。現在は鳩山会館として一般に公開されている。
- 文部大臣時代の1933年、聾学校での手話教育を口話教育に転換させた。
- 第一高等学校に入学が決まり、当時、皆寄宿寮制度であった一高の不衛生で蛮カラな寮に息子を入れる事を嫌がった母・春子が、当時の校長の狩野亨吉と自宅通学の可否を巡り悶着を起こすが、結局狩野校長に『入寮がお嫌いなら他の学校を選びなさい』と言われ、それでも『鳩山家には鳩山家の家庭教育が御座いますから』と食い下がる春子に、狩野は『じゃ、学校も廃して家庭教育にしたらよいでしょう』と言われ、しぶしぶ一郎を入寮させる。結果として一郎は春子が懸念するまでも無く、快適な寮生活を過ごした[19]。
- 鳩山が結婚前に薫に宛てたラブレターは、後年に『若き血の清く燃えて』で刊行されている。
- 教育者の家庭に育ち、政治家としてはアクの強さに欠ける面があったようだが、盟友の大野伴睦や三木武吉らに支えられ、政党政治家として筋を通した。
- 政界一家の2代目かつお坊ちゃん育ちのせいか、時折気に入らないことがあると同志や家族に向けて癇癪を起こすことがあり、妻の薫に対しても暴力を振るうことがあった。それに対して薫は「私を相手に暴力を振るうことがあっても同志の方にそのような振舞いをしてはいけません」と言って夫を諭した。後に脳梗塞で倒れても、以前の薫の教えを守っていたために同志達が離れることもなく、以後鳩山は薫を非常に大切にするようになったのだと言う。孫の邦夫の幼時の回想では、癇癪を起こした際に取り成す役目も薫がしていた。
- 分派政党を作っては合流といったことを繰り返したため、保守合同時の自由党総裁だった緒方竹虎から「出たり入ったり、また出たり」と皮肉を言われたのは著名な逸話としてよく知られる。
- クリスチャン（キリスト教徒）でなおかつフリーメイソンである。
- 戦後、青森へ遊説に行くため、上野で汽車に乗ろうとすると、車両が中華民国人に占拠され、車両を出て行こうとしない老人が殴られるのを目撃した。青森から東京に戻る際には、朝鮮人が列車を占拠しようとしたが、駅長が拒否するという事件にあった。鳩山は、「自衛隊はこういうことが起こらないために必要だ」と述べている。
- 大の甘党で、赤飯に砂糖をかけて食べたという。
- バラの花を好み、総理在任中も休日には「とどろきばらえん」（東京都世田谷区）を訪れバラを観賞し、苗木を購入、自宅の庭に植えさせている。政界引退後はバラ栽培に没頭した。
- プロスポーツにも造詣が深く、読売ジャイアンツでは後援会会長を務めた[20]。
- 1956年1月31日、参議院本会議で「軍備をもたない現行憲法には反対である」と答弁し、2月2日発言を取り消し釈明した。また1956年2月29日、参議院予算委員会で「自衛のためなら敵基地を攻略してもよい」と発言し、ただちに取り消した。
- なお、葬儀は自民党葬で執り行われた[21]。

## 友愛

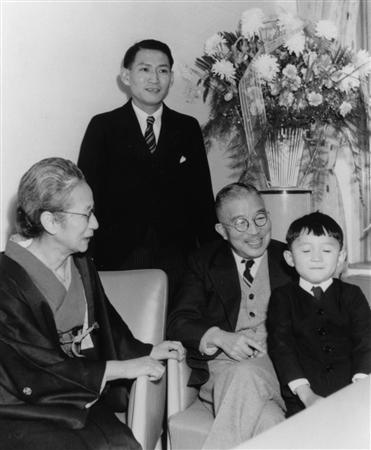
1953年、息子鳩山威一郎（左から2人目）、孫鳩山由紀夫（右から1人目）と

### 友愛（Yūai）の提唱
鳩山一郎の提唱する「友愛」は、1938年に出版されたリヒャルト・クーデンホーフ＝カレルギーの著書『The Totalitalian State against Man』（直訳: 全体主義国家対人間）を原点としている。
元々、同書はクーデンホーフ＝カレルギーのアメリカ亡命を手助けした日本人外交官・米澤菊二に贈呈したものである。米沢の帰国後、本は早稲田大学教授・市村今朝蔵の手を経て鳩山に渡され、彼の手で邦訳されたのである。（他の多数のクーデンホーフ＝カレルギー本は、クーデンホーフ＝カレルギーの依頼で1920年代後期に『パン・ヨーロッパ』を翻訳・出版した元外交官の自民党議員鹿島守之助（鹿島建設）により戦後、翻訳・出版された。）
鳩山は「Fraternity」（フラタニティ。元のドイツ語はBrüderlichkeit ブリューダーリッヒカイト）を「友愛」と訳出、『自由と人生』の邦題で1952年（昭和27年）に洋々社から出版した。
パン・ヨーロッパ論者・クーデンホーフ＝カレルギー伯爵はナチス・ドイツにとって不都合な人物であった。伯爵はナチスに暗殺されるおそれすらあり、国から国へとヨーロッパ中を逃亡し、1940年、リスボンから米国へ亡命することになった。亡命の査証手続きに四苦八苦するクーデンホーフ＝カレルギー伯爵を何かと手伝ったのがポルトガル公使館長・米沢菊二である。伯爵が亡命に成功する1940年8月、それはナチス・ドイツが日本、イタリアと日独伊三国同盟を9月に締結する前月の出来事である。クーデンホーフ＝カレルギー伯爵は、伯爵を追うナチスと手を組んだ国家の大使でありながら伯爵の世話をした米澤との別れに際し、この『The Totalitarian State against Man』を贈った。米澤は帰国後、国際ジャーナリスト松本重治に同書を貸し、松本は軽井沢で政治学者・市村今朝蔵（日本女子大・早大）に貸した。市村は軽井沢の学者村「友達の村」の発起人であり、松本も参加していた。鳩山は軽井沢で市村から同書を受け取って翻訳したのである。出版を強く勧めたのは政治評論家岩淵辰雄である。
鳩山は友愛の普及に努め、彼の孫の代に引き継がれるに至っている。財団法人日本友愛青年協会は、鳩山一郎の「友愛」を、文字通りの友愛（Yuai）と紹介している。友愛は『自由と人生』で述べられる「友愛思想」「友愛革命」「友愛社会」に即した思想である。日本友愛青年協会の見解としては、友愛は体系化された理論ではなく、今後、人々が研究を深めることで完成されるという。
クーデンホーフ＝カレルギーの思想に則った「友愛」が目指すのは、母性愛による優しい世界づくりである。各論は、相互尊重、相互理解、相互扶助、人道主義、人格主義、協力主義、騎士道、武士道、淑女紳士としての人間関係構築、などである 。友愛運動の理念であるところの、人格の尊厳に基づく相互尊重、相互理解、相互扶助（または相互協力）を、友愛3原則という。

### 友愛青年同志会
1953年（昭和28年）、友愛を標榜する友愛青年同志会が結成され、鳩山一郎が会長に就任した。一郎は10万人の会員を率いる会長として政財界で指導力を発揮した。1959年（昭和34年）、友愛を更に広めるべく財団法人日本友愛青年協会が設立された（一郎の妻、薫が理事長就任）。1973年（昭和48年）、友愛青年同志会は友愛青年連盟に名称を変更。1998年（平成10年）、友愛青年連盟は財団法人日本友愛青年協会と合併し、2011年から一般財団法人日本友愛協会となった。関連団体に友愛婦人会（1958年結成）、友愛クラブ（1967年発会）がある。また、各地に友愛山荘が設立されている。
クーデンホーフ＝カレルギーは鳩山の友愛青年同志会名誉会長を務めた。

### フリーメイソン
フリーメイソンリーは友愛の団体である。日本のフリーメイソンリーに取材をしたジャーナリスト赤間剛の著書『フリーメーソンの秘密 世界最大の結社の真実』（1983年）によると、赤間がフリーメーソン・ライブラリーのカードを閲覧したところ、鳩山一郎は「1951年3月29日入会」「（ロッジ番号）No.2」とあった。入会場所は「東京ロッジ No.125」。
鳩山は河井彌八とともにフリーメイソン第二階級、第三階級に昇進した（1955年3月26日）。
鳩山は「友愛精神」という言葉の他、「兄弟愛」という言葉を用いて昇進の挨拶をした（1956年6月5日）。
クーデンホーフ＝カレルギーもフリーメイソンであったが、伯爵のパン・ヨーロッパ連合がフリーメイソンと関係があると批判されていたので伯爵は1926年にウィーンのフリーメイソン・ロッジ「Humanitas」を辞めた。伯爵がこのロッジに所属していた事実はナチスが暴露した他あらゆる文献で確認できるが、他のロッジで再びフリーメイソンリーに参加したという話は出ていない（伯爵は生涯パン・ヨーロッパ連合を継続した）。

## 栄典
位階
- 1927年（昭和2年）5月2日 - 正五位[31]
- 1933年（昭和8年）2月15日 - 正三位[32]
- 1959年（昭和34年）3月7日 - 正二位

勲章
- 1934年（昭和9年）4月5日 - 勲一等瑞宝章[33]
- 1959年（昭和34年）3月7日 - 大勲位菊花大綬章

外国勲章佩用允許
- 1937年（昭和12年）1月25日 - フランス共和国：エトワール・ノワール勲章グランクロワ[34]

## 家族・親族
- 祖父：博房（美作勝山藩士）
- 父：和夫（弁護士、代議士、衆議院議長）

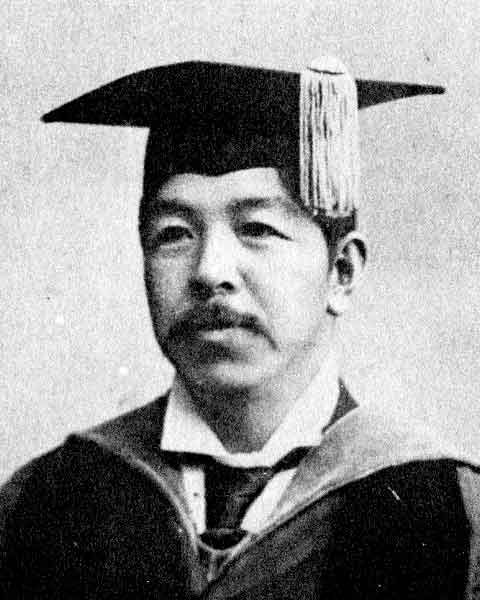
父：鳩山和夫

- 母：春子（信州松本藩士・渡辺努（明治になって多賀に改姓）の長女、教育者、共立女子学園の創立者のひとり）
- 姉：カヅ（鈴木喜三郎に嫁ぐ）
- 姉夫：鈴木喜三郎（立憲政友会の総裁）
- 弟：秀夫（民法学者、嫁は千代子。息子は道夫）
- 弟嫁：千代子（文部大臣・菊池大麓の次女）
- 甥：道夫（鳩山秀夫の長男。文部大臣・菊池大麓の孫。東京都知事・美濃部亮吉の従兄弟。ソニー常務取締役兼中央研究所所長）
- 甥孫玲人(上記の孫[35]、サンリオ取締役)

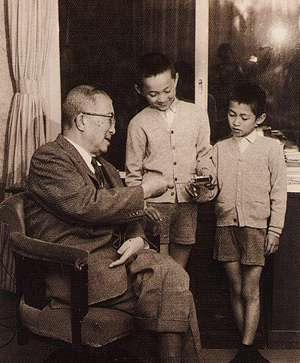
音羽御殿で孫の由紀夫 (中央) ・邦夫の兄弟とくつろぐ一郎

- 妻：薫（寺田栄の長女。教育者、共立女子大学学長）
  - 長男：威一郎（大蔵官僚、参議院議員、外務大臣）
  - 長男嫁：安子（ブリヂストン創業者・石橋正二郎の長女）
    - 孫：和子（井上多門に嫁ぐ）
    - 和子夫：井上多門（物理工学者）
    - 孫：由紀夫（第93代内閣総理大臣・2代、7代民主党代表）
      - 曾孫：紀一郎（衆議院議員）

    - 孫：邦夫（法務大臣・総務大臣）
      - 曾孫：二郎（衆議院議員、元大川市長）

  - 長女：百合子（古沢潤一に嫁ぐ）
  - 長女夫：古沢潤一（日本輸出入銀行総裁）
    - 孫：洋子（古沢潤一・百合子夫妻の長女。増岡正剛に嫁ぐ）
    - 洋子夫：増岡正剛（増岡組3代目社長）

  - 次女：玲子（鳩山道夫に嫁ぐ）
  - 次女夫：鳩山道夫（鳩山秀夫の長男。文部大臣・菊池大麓の孫。東京都知事・美濃部亮吉の従兄弟。）
  - 三女：節子
  - 四女：恵子（山中繁に嫁ぐ）
  - 四女夫：山中繁（元石炭協会勤務）
  - 五女：信子（渡邉暁雄に嫁ぐ）
  - 五女夫：渡邉暁雄（指揮者）

### 系譜
鳩山家（東京都文京区）
|                  |                  |                  |                  |                  |                  |  |  |          |          |          |          |          |          |  |  |            |            |            |            |            |            |  |  |              |          |          |          |          |          |              |              | 井上多門     |              |              |              |          |          |  |  |        |        |        |        |        |        |  |  |      |      |      |      |      |      |
|                  |                  |                  |                  |                  |                  |  |  |          |          |          |          |          |          |  |  |            |            |            |            |            |            |  |  |              |          |          |          |          |          |              |              |              |              |              |              |          |          |  |  |        |        |        |        |        |        |  |  |      |      |      |      |      |      |
|                  |                  |                  |                  |                  |                  |  |  |          |          |          |          |          |          |  |  |            |            |            |            |            |            |  |  |              |          |          |          |          |          |              |              | 和子         |              |              |              |          |          |  |  |        |        |        |        |        |        |  |  |      |      |      |      |      |      |
|                  |                  |                  |                  |                  |                  |  |  |          |          |          |          |          |          |  |  |            |            |            |            |            |            |  |  |              |          |          |          |          |          |              |              |              |              |              |              |          |          |  |  |        |        |        |        |        |        |  |  |      |      |      |      |      |      |
|                  |                  |                  |                  |                  |                  |  |  |          |          |          |          |          |          |  |  | 石橋正二郎 | 石橋正二郎 | 石橋正二郎 | 石橋正二郎 | 石橋正二郎 | 石橋正二郎 |  |  | 安子         | 安子     | 安子     | 安子     | 安子     | 安子     |              |              |              |              |              |              |          |          |  |  |        |        |        |        |        |        |  |  |      |      |      |      |      |      |
|                  |                  |                  |                  |                  |                  |  |  |          |          |          |          |          |          |  |  | 石橋正二郎 | 石橋正二郎 | 石橋正二郎 | 石橋正二郎 | 石橋正二郎 | 石橋正二郎 |  |  | 安子         | 安子     | 安子     | 安子     | 安子     | 安子     |              |              |              |              |              |              |          |          |  |  |        |        |        |        |        |        |  |  |      |      |      |      |      |      |
|                  |                  |                  |                  |                  |                  |  |  |          |          |          |          |          |          |  |  |            |            |            |            |            |            |  |  |              |          |          |          |          |          |              |              | 幸           |              |              |              |          |          |  |  |        |        |        |        |        |        |  |  |      |      |      |      |      |      |
|                  |                  |                  |                  |                  |                  |  |  |          |          |          |          |          |          |  |  | 鈴木喜三郎 | 鈴木喜三郎 | 鈴木喜三郎 | 鈴木喜三郎 | 鈴木喜三郎 | 鈴木喜三郎 |  |  |              |          |          |          |          |          |              |              |              |              |              |              |          |          |  |  | 紀一郎 | 紀一郎 | 紀一郎 | 紀一郎 | 紀一郎 | 紀一郎 |  |  |      |      |      |      |      |      |
|                  |                  |                  |                  |                  |                  |  |  |          |          |          |          |          |          |  |  | 鈴木喜三郎 | 鈴木喜三郎 | 鈴木喜三郎 | 鈴木喜三郎 | 鈴木喜三郎 | 鈴木喜三郎 |  |  |              |          |          |          |          |          |              |              |              |              |              |              |          |          |  |  | 紀一郎 | 紀一郎 | 紀一郎 | 紀一郎 | 紀一郎 | 紀一郎 |  |  |      |      |      |      |      |      |
|                  |                  |                  |                  |                  |                  |  |  |          |          |          |          |          |          |  |  |            |            |            |            |            |            |  |  |              |          |          |          |          |          |              |              | 由紀夫       |              |              |              |          |          |  |  |        |        |        |        |        |        |  |  |      |      |      |      |      |      |
|                  |                  |                  |                  |                  |                  |  |  |          |          |          |          |          |          |  |  |            |            |            |            |            |            |  |  |              |          |          |          |          |          |              |              |              |              |              |              |          |          |  |  |        |        |        |        |        |        |  |  |      |      |      |      |      |      |
|                  |                  |                  |                  |                  |                  |  |  |          |          |          |          |          |          |  |  | カヅ       | カヅ       | カヅ       | カヅ       | カヅ       | カヅ       |  |  | 威一郎       | 威一郎   | 威一郎   | 威一郎   | 威一郎   | 威一郎   |              |              |              |              |              |              |          |          |  |  | 太郎   | 太郎   | 太郎   | 太郎   | 太郎   | 太郎   |  |  |      |      |      |      |      |      |
|                  |                  |                  |                  |                  |                  |  |  |          |          |          |          |          |          |  |  | カヅ       | カヅ       | カヅ       | カヅ       | カヅ       | カヅ       |  |  | 威一郎       | 威一郎   | 威一郎   | 威一郎   | 威一郎   | 威一郎   |              |              |              |              |              |              |          |          |  |  | 太郎   | 太郎   | 太郎   | 太郎   | 太郎   | 太郎   |  |  |      |      |      |      |      |      |
| 鳩山十右衛門博房 | 鳩山十右衛門博房 | 鳩山十右衛門博房 | 鳩山十右衛門博房 | 鳩山十右衛門博房 | 鳩山十右衛門博房 |  |  | 和夫     | 和夫     | 和夫     | 和夫     | 和夫     | 和夫     |  |  |            |            |            |            |            |            |  |  |              |          |          |          |          |          |              |              | 邦夫         | 邦夫         | 邦夫         | 邦夫         | 邦夫     | 邦夫     |  |  |        |        |        |        |        |        |  |  |      |      |      |      |      |      |
| 鳩山十右衛門博房 | 鳩山十右衛門博房 | 鳩山十右衛門博房 | 鳩山十右衛門博房 | 鳩山十右衛門博房 | 鳩山十右衛門博房 |  |  | 和夫     | 和夫     | 和夫     | 和夫     | 和夫     | 和夫     |  |  |            |            |            |            |            |            |  |  |              |          |          |          |          |          |              |              | 邦夫         | 邦夫         | 邦夫         | 邦夫         | 邦夫     | 邦夫     |  |  |        |        |        |        |        |        |  |  |      |      |      |      |      |      |
|                  |                  |                  |                  |                  |                  |  |  |          |          |          |          |          |          |  |  | 一郎       | 一郎       | 一郎       | 一郎       | 一郎       | 一郎       |  |  |              |          |          |          |          |          |              |              |              |              |              |              |          |          |  |  | 華子   | 華子   | 華子   | 華子   | 華子   | 華子   |  |  |      |      |      |      |      |      |
|                  |                  |                  |                  |                  |                  |  |  |          |          |          |          |          |          |  |  | 一郎       | 一郎       | 一郎       | 一郎       | 一郎       | 一郎       |  |  |              |          |          |          |          |          |              |              |              |              |              |              |          |          |  |  | 華子   | 華子   | 華子   | 華子   | 華子   | 華子   |  |  |      |      |      |      |      |      |
|                  |                  |                  |                  |                  |                  |  |  | 春子     | 春子     | 春子     | 春子     | 春子     | 春子     |  |  |            |            |            |            |            |            |  |  |              |          |          |          |          |          |              |              | エミリー     | エミリー     | エミリー     | エミリー     | エミリー | エミリー |  |  |        |        |        |        |        |        |  |  |      |      |      |      |      |      |
|                  |                  |                  |                  |                  |                  |  |  | 春子     | 春子     | 春子     | 春子     | 春子     | 春子     |  |  |            |            |            |            |            |            |  |  |              |          |          |          |          |          | 信子（五女） | 信子（五女） | 信子（五女） | 信子（五女） | 信子（五女） | 信子（五女） | エミリー | エミリー |  |  |        |        |        |        |        |        |  |  | 二郎 | 二郎 | 二郎 | 二郎 | 二郎 | 二郎 |
|                  |                  |                  |                  |                  |                  |  |  |          |          |          |          |          |          |  |  |            |            |            |            |            |            |  |  |              |          |          |          |          |          | 信子（五女） | 信子（五女） | 信子（五女） | 信子（五女） | 信子（五女） | 信子（五女） |          |          |  |  |        |        |        |        |        |        |  |  | 二郎 | 二郎 | 二郎 | 二郎 | 二郎 | 二郎 |
|                  |                  |                  |                  |                  |                  |  |  |          |          |          |          |          |          |  |  |            |            |            |            |            |            |  |  |              |          |          |          |          |          |              |              | 渡邉康雄     |              |              |              |          |          |  |  |        |        |        |        |        |        |  |  |      |      |      |      |      |      |
|                  |                  |                  |                  |                  |                  |  |  |          |          |          |          |          |          |  |  |            |            |            |            |            |            |  |  |              |          |          |          |          |          |              |              |              |              |              |              |          |          |  |  |        |        |        |        |        |        |  |  |      |      |      |      |      |      |
|                  |                  |                  |                  |                  |                  |  |  | 寺田栄   | 寺田栄   | 寺田栄   | 寺田栄   | 寺田栄   | 寺田栄   |  |  | 薫         | 薫         | 薫         | 薫         | 薫         | 薫         |  |  | 渡邉曉雄     | 渡邉曉雄 | 渡邉曉雄 | 渡邉曉雄 | 渡邉曉雄 | 渡邉曉雄 |              |              |              |              |              |              |          |          |  |  |        |        |        |        |        |        |  |  |      |      |      |      |      |      |
|                  |                  |                  |                  |                  |                  |  |  | 寺田栄   | 寺田栄   | 寺田栄   | 寺田栄   | 寺田栄   | 寺田栄   |  |  | 薫         | 薫         | 薫         | 薫         | 薫         | 薫         |  |  | 渡邉曉雄     | 渡邉曉雄 | 渡邉曉雄 | 渡邉曉雄 | 渡邉曉雄 | 渡邉曉雄 |              |              |              |              |              |              |          |          |  |  |        |        |        |        |        |        |  |  |      |      |      |      |      |      |
|                  |                  |                  |                  |                  |                  |  |  |          |          |          |          |          |          |  |  |            |            |            |            |            |            |  |  |              |          |          |          |          |          |              |              | 渡邉規久雄   |              |              |              |          |          |  |  |        |        |        |        |        |        |  |  |      |      |      |      |      |      |
|                  |                  |                  |                  |                  |                  |  |  |          |          |          |          |          |          |  |  |            |            |            |            |            |            |  |  |              |          |          |          |          |          |              |              |              |              |              |              |          |          |  |  |        |        |        |        |        |        |  |  |      |      |      |      |      |      |
|                  |                  |                  |                  |                  |                  |  |  |          |          |          |          |          |          |  |  |            |            |            |            |            |            |  |  | 玲子（次女） |          |          |          |          |          |              |              |              |              |              |              |          |          |  |  |        |        |        |        |        |        |  |  |      |      |      |      |      |      |
|                  |                  |                  |                  |                  |                  |  |  |          |          |          |          |          |          |  |  |            |            |            |            |            |            |  |  |              |          |          |          |          |          |              |              |              |              |              |              |          |          |  |  |        |        |        |        |        |        |  |  |      |      |      |      |      |      |
|                  |                  |                  |                  |                  |                  |  |  |          |          |          |          |          |          |  |  | 秀夫       | 秀夫       | 秀夫       | 秀夫       | 秀夫       | 秀夫       |  |  |              |          |          |          |          |          |              |              | 明           | 明           | 明           | 明           | 明       | 明       |  |  | 玲人   | 玲人   | 玲人   | 玲人   | 玲人   | 玲人   |  |  |      |      |      |      |      |      |
|                  |                  |                  |                  |                  |                  |  |  |          |          |          |          |          |          |  |  | 秀夫       | 秀夫       | 秀夫       | 秀夫       | 秀夫       | 秀夫       |  |  |              |          |          |          |          |          |              |              | 明           | 明           | 明           | 明           | 明       | 明       |  |  | 玲人   | 玲人   | 玲人   | 玲人   | 玲人   | 玲人   |  |  |      |      |      |      |      |      |
|                  |                  |                  |                  |                  |                  |  |  |          |          |          |          |          |          |  |  |            |            |            |            |            |            |  |  | 道夫         |          |          |          |          |          |              |              |              |              |              |              |          |          |  |  |        |        |        |        |        |        |  |  |      |      |      |      |      |      |
|                  |                  |                  |                  |                  |                  |  |  |          |          |          |          |          |          |  |  |            |            |            |            |            |            |  |  |              |          |          |          |          |          |              |              |              |              |              |              |          |          |  |  |        |        |        |        |        |        |  |  |      |      |      |      |      |      |
|                  |                  |                  |                  |                  |                  |  |  | 菊池大麓 | 菊池大麓 | 菊池大麓 | 菊池大麓 | 菊池大麓 | 菊池大麓 |  |  | 千代子     | 千代子     | 千代子     | 千代子     | 千代子     | 千代子     |  |  |              |          |          |          |          |          |              |              |              |              |              |              |          |          |  |  |        |        |        |        |        |        |  |  |      |      |      |      |      |      |
|                  |                  |                  |                  |                  |                  |  |  | 菊池大麓 | 菊池大麓 | 菊池大麓 | 菊池大麓 | 菊池大麓 | 菊池大麓 |  |  | 千代子     | 千代子     | 千代子     | 千代子     | 千代子     | 千代子     |  |  |              |          |          |          |          |          |              |              |              |              |              |              |          |          |  |  |        |        |        |        |        |        |  |  |      |      |      |      |      |      |

箕作麟祥と鳩山威一郎の項にも関連系図。

## 著書

### 単著
- 『民法総論』巌松堂書店、1913年10月。 NCID BA30351948。
  - 『民法総論』 前編、巌松堂書店、1916年8月。 NCID BA49443575。
  - 『民法総論』 後編、巌松堂書店、1916年9月。 NCID BA49443575。
- 『スポーツを語る』三省堂、1932年9月1日。NCID BN07963901。全国書誌番号:47003496。
- 『外遊日記世界の顔』中央公論社、1938年3月21日。NCID BN05480827。全国書誌番号:46047510。
- 『私の自叙伝』改造社、1951年6月30日。NCID BN01314542。全国書誌番号:51006029。
- 『私の信条』東京文庫、1951年8月31日。NCID BN10734061。全国書誌番号:51006517。
- 『ある代議士の生活と意見』東京出版、1952年11月15日。NCID BN10267625。全国書誌番号:53001609。
- 『鳩山一郎回顧録』文藝春秋新社、1957年10月20日。NCID BN03323770。全国書誌番号:57013671。
- 『若き血の清く燃えて 鳩山一郎から薫へのラブレター』川手正一郎編・監修、講談社、1996年11月。ISBN 9784062084802。 NCID BN15626022。全国書誌番号:97040008。
- 伊藤隆・季武嘉也 編『鳩山一郎・薫日記：上巻 鳩山一郎篇[36]』中央公論新社、1999年4月。ISBN 9784120028953。 NCID BA40813052。全国書誌番号:99105788。

### 共著
- 佐々木秀司、鳩山一郎『警務練習新書』警察学会、1908年12月。 NCID BA38561900。全国書誌番号:40025183。
- 鳩山一郎、佐々木秀司、安松虎雄『獄務練習新書』東京書院、1908年12月。全国書誌番号:40029044。
- 鳩山一郎、鹿沼景揚、谷口雅春、谷口清超、田中忠雄、奥田寛、光永貞夫、宮城音彌、杉靖三郎『新生活に関する12の意見』日本教文社〈教文新書 1〉、1955年2月。 NCID BA45598230。全国書誌番号:55006924。

### 翻訳
- クーデンホフ・カレルギ『自由と人生』乾元社、1953年1月。 NCID BN09445056。全国書誌番号:53001157。
  - クーデンホフ・カレルギ『自由と人生』（新版）洋々社、1967年10月。 NCID BN09445056。全国書誌番号:67010265。

## 関連作品
映画
- 『小説吉田学校』（1983年、東宝、演：芦田伸介）

テレビドラマ
- 『関西テレビ開局25周年記念 吉田茂』（1983年4月9日、関西テレビ、演：山村聡）
- 『憲法はまだか』（1996年、NHK、演：林昭夫）
- 『負けて、勝つ 〜戦後を創った男・吉田茂〜』（2012年9月15日・10月6日、NHK土曜ドラマスペシャル、演：金田明夫）
- 『世界に誇る夢の超特急〜新幹線開発物語』（2017年3月26日、BS-TBS、演：大谷亮介）